# May Bros
May Bros is een historisch motorfietsmerk.
May Bros Motorcycle Works, Wolverhampton (1903-1906).
Brits merk dat motorblokken van De Dion-Bouton, Minerva, Saroléa, MMC en Kelecom-Antoine toepaste.
Het gebruik van zowel De Dion-Bouton als MMC motoren is opmerkelijk, want MMC bouwde die Franse motoren in licentie. Mogelijk waren ze goedkoper te leveren, omdat MMC in Coventry gevestigd was.